# صددروازه
صددروازه (به‌ یونانی :هکاتمپلیس، به انگلیسی :Hecatompylos ) ؛ یک شهر باستانی در باختر خراسان که از ۲۰۰ پیش از میلاد پایتخت اشکانیان بود. واژه هکاتم پیلوس به زبان پارسی به معنای صد دروازه می‌باشد. این لقب هکاتم پیلوس در نزد یونانیان به شهرهایی داده می‌شد که بیش از چهار دروازه را دارا بودند.
اسکندر مقدونی در تابستان ۳۳۰ (پیش از میلاد) در این محل توقف کرده‌بود. صددروازه با مرگ اسکندر بخشی از امپراتوری سلوکیان گردید. قبیلهٔ پارتی در ۲۳۸ (پیش از میلاد) بر این شهر چیره شدند و آن را یکی از نخستین پایتخت‌های اشکانیان نمودند. گمان می‌رود صددروازه در دورهٔ اوج خود ۲۸ کیلومتر مربع پهناوری داشته است.تعدادی از نویسندگان کلاسیک از جمله استرابون، پلینیوس و بطلمیوس از این شهر به عنوان شهر سلطنتی اشکانیان یاد کرده اند، اگرچه به نظر می رسد اشکانیان در دوره های مختلف از چندین شهر به عنوان "پایتخت" خود استفاده کرده باشند.
در دوران پس از اسلام این شهر به «شهر قومس» شهرت داشت که مرکز ایالت قومس بود .قمیس در سال ۸۵۶ میلادی بر اثر زلزله ویران شد و احتمالاً پس از آن متروکه شده است. محل این شهر باستانی اکنون شهر قمیس (بین سمنان و دامغان در استان سمنان ) نامیده می شود.